# Lijst van voetbalinterlands Bosnië en Herzegovina - Luxemburg
Deze lijst van voetbalinterlands is een overzicht van alle voetbalwedstrijden tussen de nationale teams van Bosnië en Herzegovina en Luxemburg. De landen speelden tot op heden negen keer tegen elkaar. De eerste ontmoeting, een kwalificatiewedstrijd voor het Europees kampioenschap voetbal 2004, werd gespeeld in Zenica op 29 maart 2003. Het laatste duel, een kwalificatiewedstrijd voor het Europees kampioenschap voetbal 2024, vond plaats op 16 november 2023 in Luxemburg.

## Wedstrijden
| № | Plaats    | Datum             | Competitie           | Wedstrijd                         | Uitslag |
| - | --------- | ----------------- | -------------------- | --------------------------------- | ------- |
| 1 | Zenica    | 29 maart 2003     | EK 2004 kwalificatie | Bosnië en Herzegovina – Luxemburg | 2 – 0   |
| 2 | Luxemburg | 10 september 2003 | EK 2004 kwalificatie | Luxemburg – Bosnië en Herzegovina | 0 – 1   |
| 3 | Luxemburg | 31 maart 2004     | Vriendschappelijk    | Luxemburg – Bosnië en Herzegovina | 1 – 2   |
| 4 | Luxemburg | 3 september 2010  | EK 2012 kwalificatie | Luxemburg – Bosnië en Herzegovina | 0 – 3   |
| 5 | Zenica    | 7 oktober 2011    | EK 2012 kwalificatie | Bosnië en Herzegovina – Luxemburg | 5 – 0   |
| 6 | Luxemburg | 25 maart 2016     | Vriendschappelijk    | Luxemburg − Bosnië en Herzegovina | 0 − 3   |
| 7 | Zenica    | 29 maart 2022     | Vriendschappelijk    | Bosnië en Herzegovina − Luxemburg | 1 − 0   |
| 8 | Zenica    | 20 juni 2023      | EK 2024 kwalificatie | Bosnië en Herzegovina – Luxemburg | 0 – 2   |
| 9 | Luxemburg | 16 november 2023  | EK 2024 kwalificatie | Luxemburg − Bosnië en Herzegovina | 4 − 1   |

## Samenvatting
| Competitie        | Totaal gespeeld | Winst Bosnië en Her. | Gelijk | Winst Luxemburg | Doelsaldo Bosnië en Her. – Luxemburg |
| ----------------- | --------------- | -------------------- | ------ | --------------- | ------------------------------------ |
| EK-kwalificatie   | 6               | 4                    | 0      | 2               | 12 − 6                               |
| Vriendschappelijk | 3               | 3                    | 0      | 0               | 6 − 1                                |
| Totaal            | 9               | 7                    | 0      | 2               | 18 − 7                               |

Wedstrijden bepaald door strafschoppen worden, in lijn met de FIFA, als een gelijkspel gerekend.

## Details

### Eerste ontmoeting
| EK 2004 kwalificatie (Zenica, Bosnië en Herzegovina, 29 maart 2003): |       |           |
| Bosnië en Herzegovina                                                | 2 – 0 | Luxemburg |
| Elvir Bolić 53' Sergej Barbarez 79'                                  | goals |           |

### Tweede ontmoeting
| EK 2004 kwalificatie (Luxemburg, Luxemburg, 10 september 2003): |       |                       |
| Luxemburg                                                       | 0 – 1 | Bosnië en Herzegovina |
|                                                                 | goals | 35' Sergej Barbarez   |

### Derde ontmoeting
| Vriendschappelijk (Luxemburg, Luxemburg, 31 maart 2004): |       |                                        |
| Luxemburg                                                | 1 – 2 | Bosnië en Herzegovina                  |
| Daniel Huss 87'                                          | goals | 63' Zvjezdan Misimović 71' Elvir Bolić |

### Vierde ontmoeting
| EK 2012 kwalificatie (Luxemburg, Luxemburg, 3 september 2010): |       |                                                      |
| Luxemburg                                                      | 0 – 3 | Bosnië en Herzegovina                                |
|                                                                | goals | 6' Senijad Ibričić 12' Miralem Pjanić 16' Edin Džeko |

### Vijfde ontmoeting
| EK 2012 kwalificatie (Zenica, Bosnië en Herzegovina, 7 oktober 2011):                                       |       |           |
| Bosnië en Herzegovina                                                                                       | 5 – 0 | Luxemburg |
| Edin Džeko 12' Zvjezdan Misimović 15' Zvjezdan Misimović 22' (pen.) Miralem Pjanić 36' Haris Međunjanin 51' | goals |           |

N/FS BiH · A-internationals · Bondscoaches · Statistieken · Bosnisch vrouwenelftal · Bosnië U23 · Bosnië U21 · Bosnië U19 · Bosnië U18 · Bosnië U17 · Bosnië U16
1995 – 1999 ·
2000 – 2009 ·
2010 – 2019 ·
2020 − 2029
WK 2014
1995 · 
1996 · 
1997 · 
1998 · 
1999 · 
2000 · 
2001 · 
2002 · 
2003 · 
2004 · 
2005 · 
2006 · 
2007 · 
2008 · 
2009 · 
2010 · 
2011 · 
2012 · 
2013 · 
2014 · 
2015 · 
2016 · 
2017 · 
2018 ·
2019 ·
2020 ·
2021 ·
2022 ·
2023 ·
2024
Albanië ·
Algerije ·
Andorra ·
Argentinië ·
Armenië ·
Azerbeidzjan ·
Bahrein ·
Bangladesh ·
België ·
Brazilië · 
Bulgarije ·
Chili ·
China ·
Costa Rica ·
Cyprus ·
Denemarken ·
Duitsland ·
Egypte ·
Engeland ·
Estland ·
Faeröer ·
Finland ·
Frankrijk ·
Georgië ·
Ghana ·
Gibraltar ·
Griekenland ·
Hongarije ·
Ierland · 
IJsland ·
Indonesië ·
Iran ·
Israël ·
Italië ·
Ivoorkust ·
Japan ·
Joegoslavië · 
Jordanië ·
Kazachstan ·
Koeweit ·
Kroatië ·
Letland ·
Liechtenstein ·
Litouwen ·
Luxemburg ·
Maleisië ·
Malta ·
Mexico ·
Moldavië ·
Montenegro ·
Nederland ·
Nigeria ·
Noord-Ierland ·
Noord-Macedonië ·
Noorwegen ·
Oekraïne ·
Oezbekistan ·
Oman ·
Oostenrijk ·
Paraguay ·
Polen ·
Portugal ·
Qatar ·
Roemenië ·
San Marino ·
Schotland ·
Senegal ·
Servië en Montenegro ·
Slovenië ·
Slowakije ·
Spanje ·
Tsjechië ·
Tunesië · 
Turkije ·
Verenigde Staten · 
Vietnam ·
Wales ·
Wit-Rusland ·
Zimbabwe ·
Zuid-Korea ·
Zweden ·
Zwitserland
Argentinië (2014) ·
Iran (2014) ·
Nigeria (2014)
FLF · A-internationals · Bondscoaches · Statistieken · Luxemburgs vrouwenelftal · Luxemburg U21 · Luxemburg U19 · Luxemburg U18 · Luxemburg U17 · Luxemburg U16
1911 – 1919 ·
1920 – 1929 ·
1930 – 1939 ·
1940 – 1949 ·
1950 – 1959 ·
1960 – 1969 ·
1970 – 1979 ·
1980 – 1989 ·
1990 – 1999 ·
2000 – 2009 ·
2010 – 2019 ·
2020 − 2029
OS 1920 · 
OS 1924 · 
OS 1928 · 
OS 1936 · 
OS 1948 · 
OS 1952
1911 · 
1912 · 
1913 · 
1914 · 
1915 · 1916 · 1917 · 1918 · 1919 · 
1920 · 
1921 · 1922 · 1923 · 
1924 · 
1925 · 1926 · 
1927 · 
1928 · 
1929 · 1930 · 1931 · 1932 · 1933 · 
1934 · 
1935 · 
1936 · 
1937 · 
1938 · 
1939 · 
1940 · 
1941 · 1942 · 1943 · 1944 · 
1945 · 
1946 · 
1947 · 
1948 · 
1949 · 
1950 · 
1952 · 
1952 · 
1953 · 
1954 · 
1955 · 
1956 · 
1957 · 
1958 · 
1959 · 
1960 · 
1961 · 
1962 · 
1963 · 
1964 · 
1965 · 
1966 · 
1967 · 
1968 · 
1969 · 
1970 · 
1971 · 
1972 · 
1973 · 
1974 · 
1975 · 
1976 · 
1977 · 
1978 · 
1979 · 
1980 · 
1981 · 
1982 · 
1983 · 
1984 · 
1985 · 
1986 · 
1987 · 
1988 · 
1989 · 
1990 · 
1991 · 
1992 · 
1993 · 
1994 · 
1995 · 
1996 · 
1997 · 
1998 · 
1999 · 
2000 · 
2001 · 
2002 · 
2003 · 
2004 · 
2005 · 
2006 · 
2007 · 
2008 · 
2009 · 
2010 · 
2011 · 
2012 · 
2013 · 
2014 · 
2015 ·
2016 ·
2017 ·
2018 ·
2019 ·
2020 ·
2021
Afghanistan ·
Albanië ·
Algerije ·
Armenië ·
Azerbeidzjan ·
België ·
Bosnië en Herzegovina ·
Brazilië ·
Bulgarije ·
Canada ·
Cyprus ·
DDR ·
Denemarken ·
(West-)Duitsland ·
Egypte ·
Engeland ·
Estland ·
Faeröer ·
Finland ·
Frankrijk ·
Gambia ·
Georgië ·
Griekenland ·
Hongarije ·
Ierland ·
IJsland ·
Israël ·
Italië ·
Japan ·
Joegoslavië ·
Kaapverdië ·
Kameroen ·
Kazachstan ·
Letland ·
Liechtenstein ·
Litouwen ·
Madagaskar ·
Malta ·
Marokko ·
Mexico ·
Moldavië ·
Montenegro ·
Myanmar ·
Nederland ·
Nigeria ·
Noord-Ierland ·
Noord-Macedonië ·
Noorwegen ·
Oekraïne ·
Oostenrijk ·
Polen ·
Portugal ·
Qatar ·
Roemenië ·
Rusland ·
San Marino ·
Saoedi-Arabië ·
Schotland ·
Senegal ·
Servië ·
Servië en Montenegro ·
Slovenië ·
Slowakije ·
Sovjet-Unie ·
Spanje ·
Thailand ·
Togo ·
Tsjechië ·
Tsjecho-Slowakije ·
Turkije ·
Uruguay ·
Verenigde Staten ·
Wales ·
Wit-Rusland ·
Zuid-Korea ·
Zweden ·
Zwitserland